# Trentepohlia cubitalis
Trentepohlia cubitalis är en tvåvingeart som beskrevs av Alexander 1931. Trentepohlia cubitalis ingår i släktet Trentepohlia och familjen småharkrankar. Inga underarter finns listade i Catalogue of Life.